# Nautilus cookanum
Nautilus cookanum es una especie extinta de molusco cefalópodo de la familia Nautilidae que vivió durante el Eoceno. N. cookanum fue agrupado en un taxón único, junto con otras especies extintas, basándose en los caracteres compartidos de sus conchas. Los fósiles de esta especie del Eoceno Superior de la Formación Hoko River en el estado de Washington, Estados Unidos, son notorios por ser uno de los más antiguos registros del género.